# Elecciones presidenciales de Bielorrusia de 2001
Las elecciones presidenciales de Bielorrusia de 2001 fueron realizadas el 9 de septiembre. Alexander Lukashenko, que debería haber terminado su mandato en 1999, logró extenderlo mediante un cuestionado referéndum. Fue reelegido cómodamente con un 77.4% de los votos para un segundo mandato de cinco años. La participación electoral fue del 83.9%.  La Organización para la Seguridad y la Cooperación en Europa señaló que las elecciones no fueron libres ni justas.

## Resultados
| Candidato                | Candidato                | Partido                     | Votos     | %    |
| ------------------------ | ------------------------ | --------------------------- | --------- | ---- |
|                          | Alexander Lukashenko     | Independiente               | 4,666,680 | 77.4 |
|                          | Vladimir Goncharik       | Independiente               | 965,261   | 16.0 |
|                          | Sergei Gaidukevich       | Partido Liberal Democrático | 153,199   | 2.5  |
| Contra todos             | Contra todos             | 245.241                     | 4.1       |      |
| Votos en blanco/anulados | Votos en blanco/anulados | 138,706                     | –         |      |
| Total                    | Total                    | 6,169,087                   | 100       |      |
| Fuente: Nohlen & Stöver  |                          |                             |           |      |